# Сорокоумовские
Сорокоумовские — купеческая династия Российской империи, разбогатевшая на торговле мехом и пошиве меховых изделий, представители которой носили прозвище российских «меховых королей».

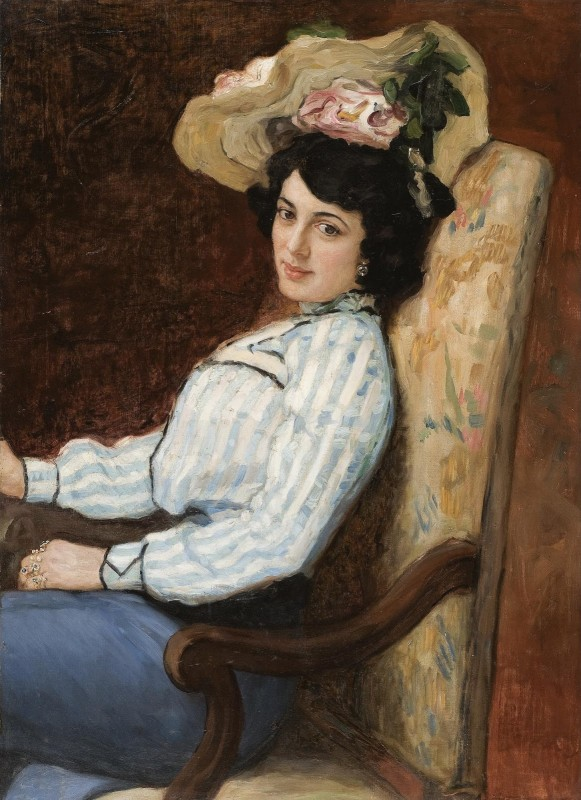
Николай Петрович Богданов-Бельский. Портрет Марии Александровны Сорокоумовской, урождённой Бауэр (1882—1961).

## Происхождение династии
Династия купцов Сорокоумовских берёт начало из города Зарайска. В этом городе посадские люди Сорокоумовские фиксируются в писцовых книгах начиная с середины XVII века. Сорокоумовские восходят к единому предку, известному с 1646 года. Это был Игнашко Анофриев сын Сорокоумовской, «посадский человек с дитями»:
- Янкою 8-и лет
- Ивашком 5-и лет.

Относительно происхождения их фамилии существует следующая версия: Игнат Анофриевич был очень умён, словно бы в голове у него было «сорок умов». Из-за этого его прозвали «Сорокоумом». Исходя из этого, его дети уже звались «Сорокоумовскими».
Через сто лет, в 1745 году, в переписной городской книге уже числилось более двух десятков Сорокоумовских. Среди них был Илья Сорокоумовский, мещанин и торговец мехом. В 1766 году у Ильи Сорокоумовского родился сын, которого назвали Иваном; через 11 лет второй сын, которого окрестили Петром.
Позже Пётр Ильич, рассказывал, что бизнесом по продаже и производству меха его отец занялся, когда его сыну было около 16 лет. Пётр и Иван активно помогали отцу в развитии семейного бизнесе. Меховое дело шло отлично, дети Ильи постепенно вникали в особенности «шкурной торговли». Уже к началу XIX века их можно было назвать специалистами в этом деле.
После смерти отца, его основным наследником стал старший сын, Иван. Младший же, получив часть отцовских денег (но не торговлю), отправился из Зарайска в Москву, которая находилась всего примерно в полутораста верстах. В Москве Пётр Сорокоумовский хотел открыть собственный меховой бизнес.

## Пётр Ильич Сорокоумовский

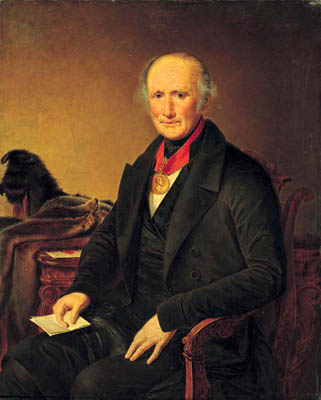
Василий Тропинин. Портрет Петра Ильича Сорокоумовского. Луганский художественный музей. Вариант портрета — Закарпатский художественный музей, Ужгород.

Петр Ильич Сорокоумовский (1777—1853), прожив несколько лет в Москве, женился на молоденькой девушке Анне, дочери московского купца третьей гильдии Семёна Степановича Дерягина, и получил за ней солидное приданое. Разница в возрасте между женихом и невестой составляла 13 лет.
В 1809 году Пётр и Анна, обвенчавшись, переехали в собственный дом в Среднеземском (Среднем Земском) переулке поблизости от Якиманки. Соединив собственные накопления и накопления жены, Пётр развернул меховое дело. На своём новом месте жительства П. И. Сорокоумовский завёл несколько мастерских: скорняжную, сырейную и собольскую. Вскоре доходы позволили ему покинуть мещанское сословие и записаться в 3-ю купеческую гильдию.
Переход в купеческое сословие давал ряд привилегий: Пётр Ильич получил право не выплачивать подушную подать, был снят с рекрутской и денежной повинности, мог выезжать за границу по торговым делам, а его дом был освобождён от солдатского постоя. Со своей стороны, за членство в гильдии он должен был выплатить при вступлении денежный взнос.
Собственных магазинов у Петра Ильича в то время, однако, еще не было, торговля шла в лавке в Ветошном ряду. В рядах в то время, впрочем, совершали покупки даже знатные дворяне. Торговля шла в гору, а имя Сорокоумовского становилось известным в Москве: с 1818 года Среднеземский переулок начинает упоминаться, как Сорокоумовский — по фамилии наиболее известного домовладельца.
В 1820 году Пётр Сорокоумовский записался уже во 2-ю купеческую гильдию, для чего требовалось иметь состояние от 20 000 до 50 000 рублей и заплатить 5 % вступительного взноса.
В 1813 у Петра родился первый сын. Новорожденного назвали в честь отца — Петром. Следом родилось ещё много детей: Ольга, Павел, Елизавета (1816), Любовь (1817), Владимир (1821), Надежда, Мария (1824), Вера (1826) и Дмитрий (1831).
В 1851 году пожилой купец (П. И. Сорокоумовскому исполнилось 74 года) ввёл двух своих сыновей: Павла (1815—1874), который к тому моменту был женат и имел детей) и Дмитрия (1831—1884) в руководство семейным делом на правах пайщиков. Ещё один сын, Владимир, отделился от отца (сначала записался в третью купеческую гильдию, но дело у молодого купца не пошло, он перешел в мещанство) и доли в семейном бизнесе не получил. С этого момента предприятие стало называться «Пётр Сорокоумовский с сыновьями».
В 1853 году Пётр Ильич скончался.

## Павел Петрович Сорокоумовский
После смерти отца Павел Петрович Сорокоумовский успешно продолжал меховую торговлю. Он торговал мехами в Москве, Харькове, Киеве, Одессе, Саратове, Ростове-на-Дону и Варшаве. Один из магазинов в Москве был расположен на Красной площади, в Верхних торговых рядах (современный ГУМ). Другой находился на Ильинке, третий — на Кузнецком мосту. Также магазины были открыты в Ростове-на-Дону, в Одессе и в Варшаве.
К 1870-м годам Павел Петрович уже был купцом 1-й гильдии. Фирма неформально стала называться «Меховой империей», а её хозяева — меховыми королями. Ни одна крупная ярмарка не проходила без участия Сорокоумовских, которым для торговли предоставлялись самые лучшие, удобные и почётные места.
Из пяти сыновей Павла Петровича двое, Семен (1848—1903) и Павел (1850—1900), делами семейной фирмы почти не интересовались, преемниками стали Петр (1842—1922), Иван (1844—1882) и Александр (1852—1906).

## Павел Павлович Сорокоумовский

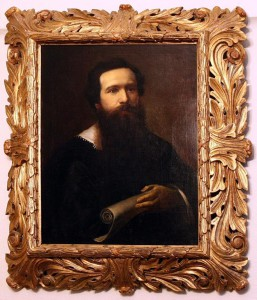
Портрет Павла Павловича Сорокоумовского в образе венецианского дожа.

Павел Павлович Сорокоумовский — меценат, один из основателей отделения Императорского Русского музыкального общества в Москве. Довольно большую сумму денег он пожертвовал на перестройку Московской консерватории. Павел Петрович также любил путешествия, они были его страстью. Он снабжал финансами некоторые экспедиции Миклухо-Маклая, принимал участие в поездках в Австралию, Индию и Сингапур. До революции он не дожил.

## Пётр Павлович Сорокоумовский

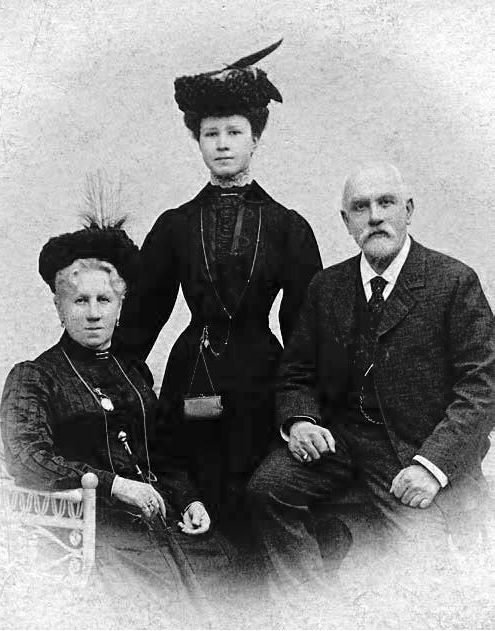
Петр Павлович Сорокоумовский с женой Надеждой Владимировной и дочерью Натальей Петровной. Ницца.

Пётр Павлович Сорокоумовский получил хорошее европейское образование, свободно владел четырьмя языками: немецким, английским, французским и испанским. Благодаря его связям семейное предприятие становится известным не только в России, но и за ее пределами. Он выиграл конкурс на поставку меха для пошива царской мантии для церемонии коронации Николая II. Мантия сохранилась и находится в Оружейной палате Московского Кремля. Указом 1899 года предприятие «Павелъ Сорокоумовскiй съ Сыновьями» было удостоено титула Поставщика Двора Его Императорского Величества.
Правительство высоко оценивало заслуги Петра Павловича: он являлся полным кавалером ордена Св. Анны и Св. Станислава, ордена Св. Владимира 4-й степени, был награждён медалями «За усердие», и в 1887 году пожалован званием Коммерции советника. Также он неоднократно избирался на общественные должности (гильдейский староста в Московской купеческой управе, старшина Московского купечества, попечитель Московского коммерческого училища, член Московского губернского податного присутствия, старшина Московского Биржевого комитета, выборный купечества и Биржевого общества в Городской Думе, член московского отделения Совета торговли и мануфактур, председатель Комитета для оказания помощи семьям воинов, убитых и умерших от ран, полученных на войне).
Большой благотворительницей была и его сестра, Елизавета Павловна Сорокоумовская (1853—1933) — жена Давида Абрамовича Морозова.

## Революция

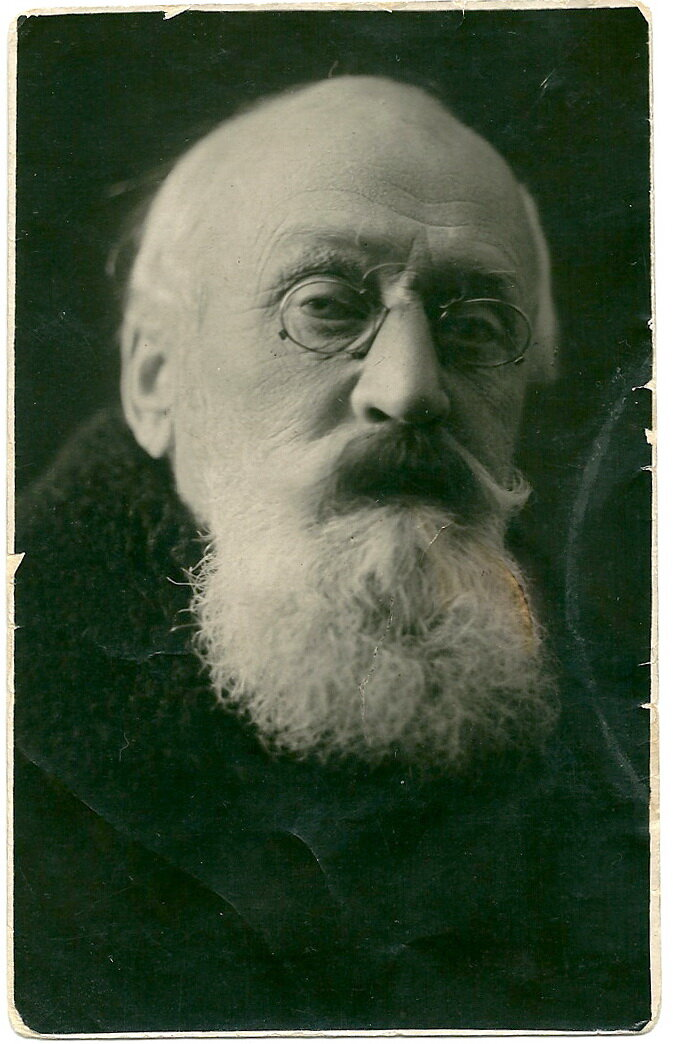
Николай Петрович Сорокоумовский

Революция в 1917 году сильно ударила по всей семье Сорокоумовских. Фабрика Сорокоумовских закрылась. Пётр Павлович, уже пожилой человек (ему было около 75 лет), вместе с частью семьи (у П. П. Сорокоумова от двух браков было шестеро дочерей и четверо сыновей) эмигрировал во Францию. Скончался он в Ницце в 1922 году, и был похоронен на православном кладбище Кокад. Там же похоронены его жена Надежда Владимировна (1846—1931) и дочери: Зинаида, Евгения, Наталья.
Его сын, Николай Петрович (1873—1937), был расстрелян в 1937 году на Бутовском полигоне. Сын Николая Петровича, Александр (1903—1937), художник киностудии «Мосфильм», дважды арестовывался, и покончил с собой накануне возможного третьего ареста. Вдова Николая Петровича, Мария Александровна Сорокоумовская, урождённая Бауэр (1882—1961), в прошлом известная светская красавица, потеряв мужа и сына, жила в деревянном домике на окраине Москвы, занимаясь воспитанием внучки. Внучка, Мария Александровна Сорокоумовская — арфистка, солистка Московской государственной филармонии, заслуженная артистка России. Дочь Николая Петровича — Валентина Николаевна Сорокоумовская (в замуж. Курелла; 1909—1989), стала известной переводчицей художественной литературы
Правнук Петра Павловича Сорокоумова (внук его дочери Ольги Петровны) — Александр Васильевич Живаго, ученый-геоморфолог, доктор географических наук.

## Благотворительность

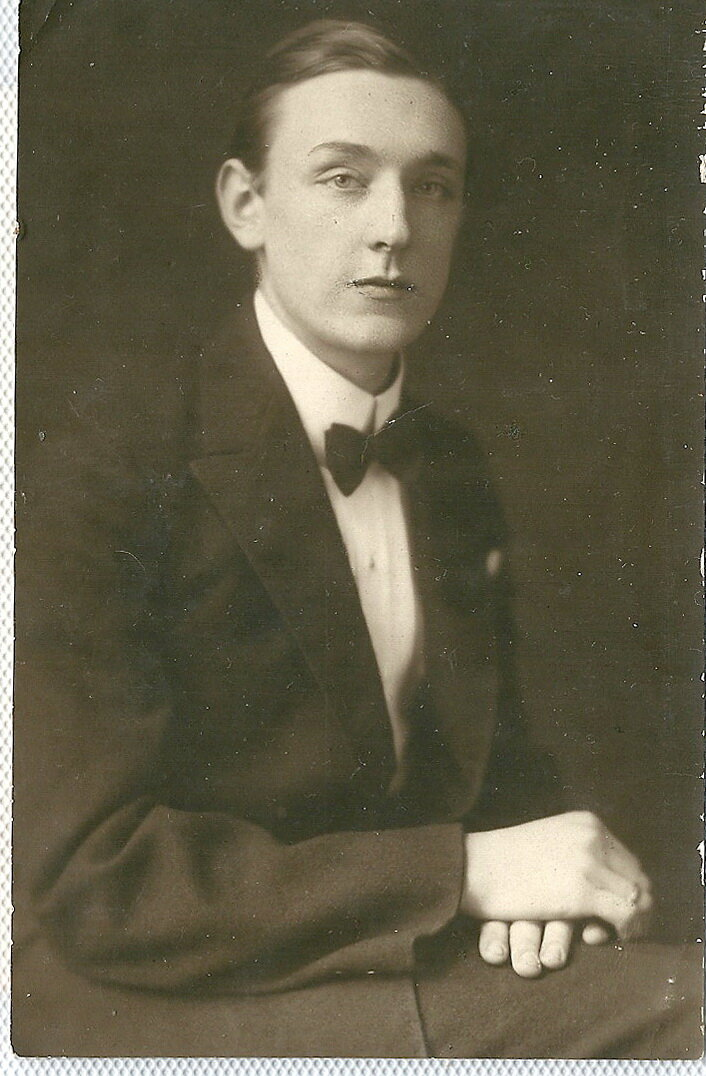
Александр Петрович Сорокоумовский

Первые зафиксированные и дошедшие до нас сведения о благотворительности Сорокоумовских относятся к 1830 году.
Во время эпидемии холеры (сентябрь 1830 — январь 1831) выходило приложение к газете «Московские ведомости», в котором рассказывалось о положении дел в связи с эпидемией. Данные обзоры подписывались секретарём временного медицинского совета — доктором Маркусом. Также в этом приложении сообщалось о людях, вложивших свои деньги в помощь больницам. В один из дней в приложении появилось следующее сообщение: «В пользу Якиманской временной больницы вновь пожертвовано… через помощника моего Сорокоумовского, от неизвестного, на раздачу служащим при больнице солдатам один червонец».
Этим «таинственным неизвестным», передавшим в больницу деньги был, как считается, сам купец второй гильдии Пётр Ильич Сорокоумовский. Всего было передано 60 червонцев (месячный заработок квалифицированного рабочего).
Позднее свой вклад в благотворительность внёс и Пётр Павлович. Он пожертвовал 30 тысяч рублей на Алексеевскую больницу. Вместе со своим братом Иваном он выделил участок земли («Мы, братья Петр Павлович и Иван Павлович Сорокоумовские, в память в бозе почившего отца нашего Павла Петровича Сорокоумовского желаем передать принадлежащий нам по праву наследования участок земли на Большой Якиманке со всеми постройками для устроения на нем дома бесплатных квартир для вдов и сирот…»), где в 1880 году было выстроено здание в четыре этажа (архитектор А. С. Каминский), в котором был открыт приют на 250 человек.
Московское купечество собрало по его инициативе на благотворительные цели 200 тысяч рублей. Большой взнос был сделан Петром Павловичем и на Алексеевскую больницу. Когда в Зарайске был построен в 1909 году новый храм Входа Господня в Иерусалим, Петр Павлович по просьбе зарайских жителей пожертвовал недостающие 5 тысяч рублей на обустройство храма и установку крестов на нем. Жена Петра Павловича, Надежда Владимировна, занималась попечительством о глухонемых.